# 凯·贝利·哈奇森
凯·贝利·哈奇森（英語：Kay Bailey Hutchison，1943年7月22日—）是美国一位共和黨籍的政治人物，曾任美國駐北約大使與德克萨斯州联邦参议员。

## 生平
哈奇森出生于德州加尔维斯敦，1962年毕业于德克萨斯州大学奥斯汀分校。1967年获德克萨斯大学法学院法律博士学位。
1972年，哈奇森当选德克萨斯州众议员。1976年，出任国家运输安全委员会副主席。在她1982年竞选德州联邦众议员失败后，曾离开政界。
1991年，哈奇森出任德州财政部长。 1993年，她竞选德州联邦参议员成功，不仅成为了出任该职位的首位女性，也是德州历史上首位在单次选举中获得超过400万票的联邦参议员。在2013年离任时，她是当时参议院中最资历的女性共和党籍参议员。此后她加入了Bracewell & Giuliani律师事务所。
2017年6月，唐纳德·特朗普总统提名哈奇森为美国驻北大西洋公约组织代表。参议院于同年8月通过了她的提名。

## 外部連結
- C-SPAN內的頁面（英文）